# (23712) Willpatrick
(23712) Willpatrick (1998 AA) – planetoida z grupy pasa głównego asteroid okrążająca Słońce w ciągu 3,66 lat w średniej odległości 2,38 j.a. Odkryta 1 stycznia 1998 roku.